# Man and Superman
 Man and Superman is een toneelstuk in vier akten van de Ierse schrijver George Bernard Shaw. Het stuk heeft als ondertitel A Comedy and a Philosophy. Het werd gepubliceerd in 1903.
De eerste productie van het toneelstuk vond plaats in het Court Theatre in Londen in 1905. Bij deze opvoering werd de derde akte weggelaten. Een eerste volledige opvoering vond pas plaats in 1915 in het Lyceum Theatre in Edinburgh.
'Man and Superman' is in wezen een lichte zedenkomedie. Shaw wilde er meer filosofische diepgang aan geven. De titel verwijst naar het concept van de übermensch zoals verwoord door de Duitse filosoof Friedrich Nietzsche. De lange derde akte wordt bij opvoeringen in bijna alle gevallen overgeslagen. Het is een uitweiding die bij weglating een goed begrip van het hele stuk niet in de weg staat. Dit deel, getiteld Don Juan in Hell, wordt wel opgevoerd als zelfstandig toneelstuk.
Het verhaal draait om de figuur John Tanner, schrijver van "The Revolutionist's Handbook and Pocket Companion", dat als uitgebreide bijlage aan het stuk is toegevoegd. Tanner, een overtuigd vrijgezel, moet uiteindelijk toegeven aan de volharding van Ann Whitefield. Zij wordt omschreven als de 'levenskracht' (Life Force) en is de uiting van Shaws overtuiging dat in elke cultuur het niet de man is die het initiatief neemt, maar de vrouw die de man tot overgave weet te dwingen.